# سیارک ۴۴۵۹
سیارک ۴۴۵۹ (به انگلیسی: 4459 Nusamaibashi، نامگذاری:1990BP2) چهار هزار و چهارصد و پنجاه و نهمین سیارک کشف شده‌است که در ۳۰ ژانویه ۱۹۹۰ کشف شد.
قدر مطلق سیارک برابر ۱۳٫۷۰ است.